# ヨシフ・シクロフスキー

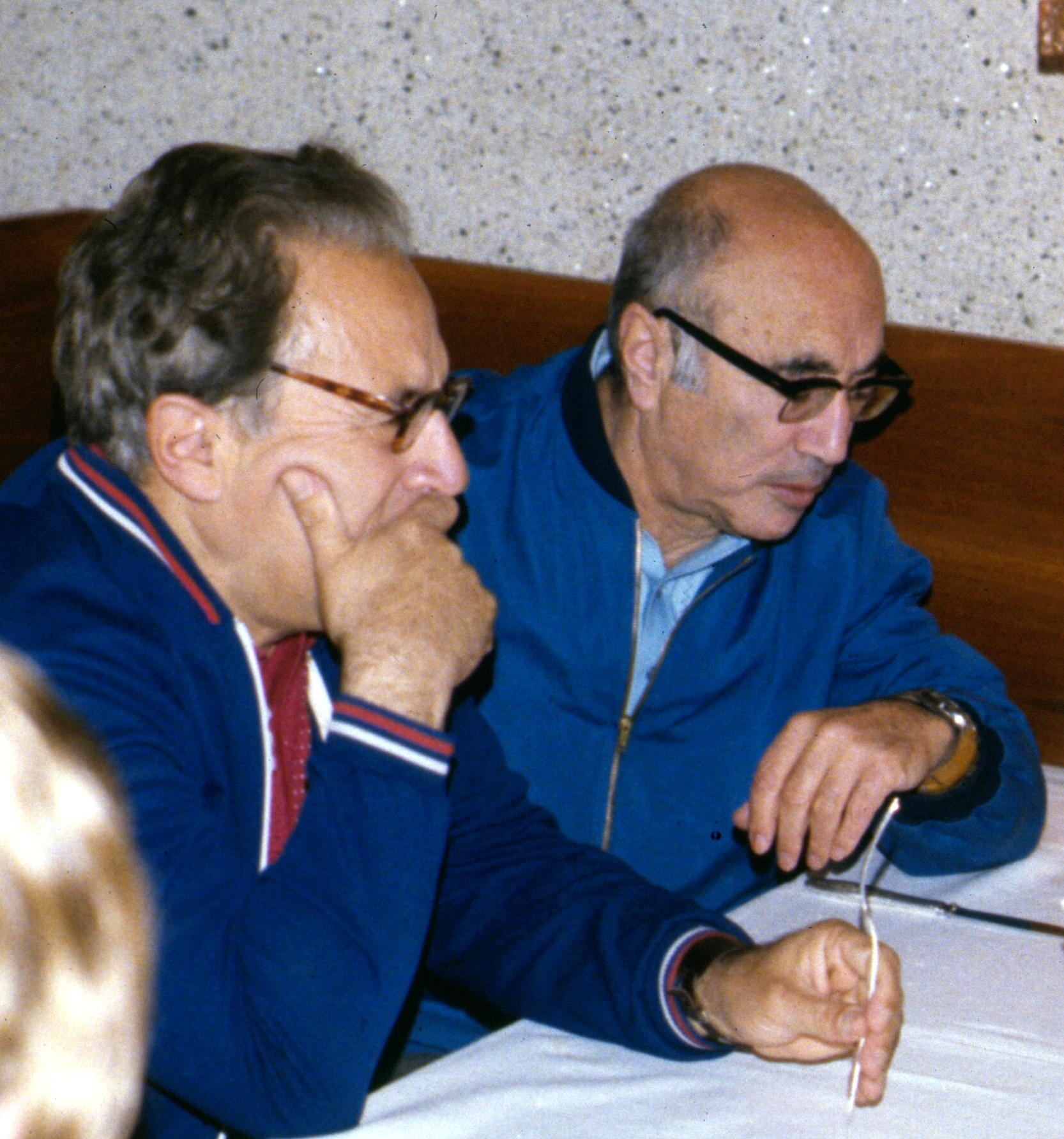
ヨシフ・シクロフスキー（左）とヤーコフ・ゼルドビッチ（右）

ヨシフ・サムイロヴィチ・シクロフスキー（ロシア語: Иосиф Самуилович Шкловский、ジョセフ・シュクロフスキーとも：1916年7月1日 – 1985年3月3日）はソビエト連邦の天文学者、天体物理学者である。

## 生涯
ウクライナのフルーヒウに生まれた。バイカル・アムール鉄道（バム鉄道）建設の監督として働いた後、1933年モスクワ大学の物理数学部に入学した。1938年からシュテルンベルク天文研究所に入り、電波天文学部門を率いた。
理論天体物理学と電波天文学が専門であるが、太陽コロナ、超新星、宇宙線とその起源を研究した。1946年に太陽からの電波の放射がコロナの電離層から発生していることを示した。銀河からの電波の熱的放射と非熱的放射を区別する方法を方法を開発し、かに星雲からの電波が高エネルギー粒子が磁場に曲げられたことによるシンクロトン放射であると説明した。
シクロフスキーは太陽系から300光年以内で起こった超新星爆発によって生じた宇宙線が地球に降り注いだことによって、地球の生物の大絶滅がおこりえたという説を提案した。
また、火星の衛星フォボス人工天体説を唱えていた。
一般向けの科学書の著者でもあり、カール・セーガンとの共著Intelligent Life in the Universe などがある。

## 賞
- レーニン賞（1960年）
- 国立電波天文台 ジャンスキー賞（1968年）
- ブルース・メダル（1972年）

## 命名
- 小惑星：(2849) Shklovskij